# Sanbu (socken i Kina, Guangxi)
Sanbu (kinesiska: 三堡乡, 三堡) är en socken i Kina. Den ligger i den autonoma regionen Guangxi, i den södra delen av landet, omkring 310 kilometer nordväst om regionhuvudstaden Nanning. Antalet invånare är 13347. Befolkningen består av 6 340 kvinnor och 7 007 män. Barn under 15 år utgör 31 %, vuxna 15-64 år 59 %, och äldre över 65 år 9,0 %.
Genomsnittlig årsnederbörd är 1 655 millimeter. Den regnigaste månaden är juni, med i genomsnitt 316 mm nederbörd, och den torraste är februari, med 36 mm nederbörd.